# شان ویلیام اسکات
شان ویلیام اسکات (به انگلیسی: Seann William Scott) (زاده ۳ اکتبر ۱۹۷۶ در مینه‌سوتا) بازیگر آمریکایی است.

## فیلم شناسی
| سال  | عنوان                            | نقش                  |
| ---- | -------------------------------- | -------------------- |
| ۱۹۹۷ | تولد در تبعید                    | درک                  |
| ۱۹۹۹ | پای آمریکایی                     | Steve Stifler        |
| ۲۰۰۰ | مقصد نهایی                       | بیلی                 |
| ۲۰۰۰ | سفر جاده‌ای                       | فالت                 |
| ۲۰۰۰ | رفیق، ماشین من کجاست؟            | چستر گرینبرگ         |
| ۲۰۰۱ | تکامل                            | وین گری              |
| ۲۰۰۱ | پای آمریکایی ۲                   | استیو                |
| ۲۰۰۱ | جی و باب ساکت پاتک می‌زنند        | برنت                 |
| ۲۰۰۲ | استارک کاملاً دیوانه              | بن                   |
| ۲۰۰۳ | مدرسه قدیمی                      | پپرز                 |
| ۲۰۰۳ | راهب ضدگلوله                     | کار                  |
| ۲۰۰۳ | عروسی آمریکایی                   | استیو                |
| ۲۰۰۳ | از پا افتاده                     | Travis Alfred Walker |
| ۲۰۰۵ | دوک‌های هزرد                      | بو دوک               |
| ۲۰۰۶ | عصر یخبندان: ذوب                 | کرش                  |
| ۲۰۰۶ | داستان‌های سرزمین جنوبی           | رولاند               |
| ۲۰۰۷ | فاجعه: زندگی من به عنوان یک احمق | جف                   |
| ۲۰۰۷ | آقای وودکاک                      | جان                  |
| ۲۰۰۸ | ارتقا                            | داگ                  |
| ۲۰۰۸ | الگوها                           | Wheeler              |
| ۲۰۰۹ | عصر یخبندان: ظهور دایناسورها     | کرش                  |
| ۲۰۰۹ | تلاش سخت: گری مربی تنیس          | گری                  |
| ۲۰۰۹ | سیاره ۵۱                         | اکیف                 |
| ۲۰۱۰ | قانون‌شکن                         | دیو                  |
| ۲۰۱۰ | کله‌خر سه‌بعدی                     | خودش                 |
| ۲۰۱۱ | نوچه                             | داگ                  |
| ۲۰۱۱ | مقصد نهایی ۵                     | Billy Hitchcock      |
| ۲۰۱۲ | تجدید دیدار آمریکایی             | استیو                |
| ۲۰۱۲ | عصر یخبندان: رانش قاره‌ای         | کرش                  |
| ۲۰۱۳ | فیلم ۴۳                          | برایان               |
| ۲۰۱۴ | درست قبل از رفتن من              | تد مورگان            |
| ۲۰۱۶ | عصر یخبندان: مسیر برخورد         | کرش                  |
| ۲۰۱۷ | نوچه: آخرین مجریان               | داگ                  |
| ۲۰۱۸ | سربازان فوق‌العاده ۲              | سرباز کالاگان        |
| ۲۰۱۸ | خط خون                           | اوان کول             |
| ۲۰۱۹ | قبلا رفته                        | مارتین               |
| ۲۰۲۳ | خشم بکی                          | داریل جی آر          |
| ۲۰۲۴ | جک‌پات!                           |                      |